# 昭義節度使
昭義節度使，又名澤潞節度使，是唐朝到五代期間，轄區位於今日山西省東南部與河北省西南部的藩鎮，始於中唐；首府為潞州（今山西長治）。
昭義一鎮，大概是唐代的邢州（今河北邢臺）、洺州（今河北永年東南）、磁州（今河北磁縣）、澤州（今山西晉城）、潞州五州。
至德元年（西元756年）置澤潞節度使，後改昭義節度使，這個藩鎮，多是效忠於唐朝朝廷，是朝廷用來抵抗河北三鎮的一個重要行政區與軍區。但也曾出現過盧從史叛變，與劉從諫與其侄劉稹等叛變事件。
本藩節度使先后有薛嵩、李抱真、劉悟、劉從諫、盧從史、孟方立、李克修等人。唐朝末年，孟方立将治所从潞州迁到邢州，不久夺取潞州的李克修亦被认可为节度使，昭义军分裂，孟方立和李克修分别又称东昭义节度使和西昭义节度使，分别控制邢洺磁三州和泽潞二州。
前晋年间，节度使李嗣昭死后，其子李继韬自立，为避其父讳，昭义军改为安义军。李继韬投降后梁后，后梁改安义军为匡义军。前晋后身后唐灭后梁，又改回安义军。

## 相州的昭义节度使
- 薛嵩（757年—773年）
- 薛平（773年）
- 薛㟧（773年—775年）
- 李承昭（775年—776年）

## 潞州的昭义节度使

### 泽潞节度使
- 程千里（755年—757年）
- 王思礼（758年—759年）
- 李抱玉（762年—777年）

### 昭义节度使
- 李抱真（777年—794年）
- 李謜（794年—799年，遥领）
- 王延贵，赐名王虔休（794年—799年，遥领）
- 李元淳（799年—804年）
- 卢从史（804年—810年）
- 孟元阳（810年—811年）
- 郗士美（811年—817年）
- 辛祕（817年—820年）
- 李愬（820年）
- 刘悟（820年—825年）
- 刘从谏（825年—843年）
- 刘稹（843年—844年，自立）
- 卢钧（844年—845年）
- 李执方（847年—848年）
- 薛元赏（849年—852年）
- 郑涓（852年—855年）
- 韦博（855年—856年）
- 畢諴（856年—857年）
- 裴休（857年—859年）
- 唐持（860年—861年）
- 刘潼（862年—863年）
- 沈询（863年）
- 李蠙（864年—866年）
- 卢某（868年—870年）
- 高湜（872年—873年、874年—875年）
- 刘广（875年，自立）
- 曹翔（875年—877年）
- 李钧（877年—878年）
- 高浔（879年—881年）
- 吴全勗（881年—882年，潞州推戴）
- 孟方立（881年—883年，自立，883年受任、迁治所于邢州）
- 王徽（881年，未就任）
- 郑昌图（882年）
- 安文祐（883年）
- 李克修（883年—890年）
- 李克恭（890年）
- 安居受（890年）
- 冯霸（890年）
- 朱崇节（890年）
- 孙揆（890年，赴任途中被河东军俘虏）
- 葛从周（890年）
- 康君立（890年—894年）
- 薛志勤（894年—898年）
- 李罕之（898年—899年）
- 丁会（899年）
- 贺德伦（899年）
- 孟迁（899年—901年）
- 丁会（901年—906年）
- 李嗣昭（906年—922年）
- 李继韬（922年—923年）
- 李存霸（924年）
- 孔勍（924年—926年）
- 安崇阮（926年）
- 毛璋（926年—927年）
- 符彦超（927年—928年）
- 朱汉宾（929年—930年）
- 王建立（930年）
- 刘仲殷（930年—931年）
- 李承约（931年—933年）
- 卢文进（933年—934年）
- 安元信（934年—936年）
- 皇甫立（936年）
- 高行周（936年—937年）
- 杜重威（937年—938年）
- 侯益（938年—939年）
- 皇甫遇（939年—940年）
- 王建立（940年）
- 马全节（940年—941年）
- 李德敏（941年—943年）
- 安审晖（943年—944年）
- 李从敏（944年—945年）
- 田武（945年）
- 张从恩（945年—946年）
- 耿崇美（947年）
- 王守恩（947年）
- 常思（947年—952年）
- 李筠（952年—960年）
- 李继勋（960年—970年）
- 丁德裕（970年—973年）
- 药继能（974年—977年）

## 邢州的（东）昭义节度使
- 孟方立（883年—889年）
- 孟迁（889年—890年）
- 李罕之（890年）
- 安知建（890年—891年）
- 李存孝（891年—894年）
- 马师素（894年—898年）
- 葛从周（898年—899年）